# Lars Michaelsen
Lars Michaelsen (Koppenhága, 1969. március 13. –) dán országúti kerékpáros. 2007-ben visszavonult a versenyzéstől.

## Karrierje
Második profi évében, 1995-ben első lett a Gent-Wevelgem egynapos versenyen. Az 1997-es Vuelta a España-n megnyerte a nyitószakaszt, valamint négy napon át vezette az összetettet. 2002-ben ötödik lett a Párizs–Roubaix-n, mellyel a legsikeresebb dán versenyzőnek számít a verseny történelmében. 2005-ben első lett a katari körversenyen, majd 2006-ban egy szakaszgyőzelmet szerzett a Tour de Georgia-n.

## Főbb sikerei
1994
Paris-Bourges - győztes
Grand Prix Denain
1995
Gent-Wevelgem - győztes
1997
Vuelta a España - 1 szakasz
Vuelta a Burgos - 1 szakasz
1999
Trans Canada - 2 szakasz
Tour de France - 116.
2000
Danmark Rundt - 1 szakasz
Grand Prix Van Steenbergen - győztes
2003
4 Jours de Dunkerque - 1 szakasz
Hessen Rundfahrt - 1 szakasz
2005
Tour of Qatar - győztes
2006
Tour de Georgia - 1 szakasz